# Linea principale Hankyū Takarazuka
La  linea principale Takarazuka (宝塚本線?, Takarazuka Honsen) è una ferrovia delle Ferrovie Hankyū a scartamento ferroviario (1435 mm) che collega le stazioni di Umeda a Osaka e di Takarazuka, nella città omonima, collegando anche le città e i paesi situati fra i due centri (principalmente Toyonaka, Ikeda e Kawanishi).

## Definizione
La linea principale Takarazuka è spesso chiamata brevemente Linea Takarazuka (宝塚線?, Takarazuka sen), e in un senso più ampio include anche le linee Minoo e la Linea Nose, delle Ferrovie Nose. La linea Imazu termina a Takarazuka, ma fa parte della linea Kōbe.
La ferrovia in origine era una linea tranviaria, e per questo in alcuni suoi punti sono ancora presenti diverse curve strette che ne limitano la velocità dei treni, sebbene molti altri tratti siano stati portati su viadotto.

## Servizi
I treni sono classificati secondo sei tipologie.
- Locale (普通?, futsū)

Attivo tutto il giorno
- Semi-Espresso (準急?, junkyū)  (abbreviato come "SE" nella tabella sottostante)

Da Takarazuka a Umeda, la mattina dei giorni lavorativi.
- Semi-Espresso pendolari (通勤準急?, tsūkin junkyū) ("SEp")

In inglese indicato come "Semi-Express", operato tramite la linea Minoo la mattina dei giorni lavorativi.
- Espresso (急行?, kyūkō) ("E")

Attivo tutto il giorno
- Espresso Limitato pendolari (通勤特急?, tsūkin tokkyū) ("Ep")

In inglese indicato come "Express", tutte le mattine dei giorni lavorativi
- Espresso Limitato (特急日生エクスプレス?, tokkyū nissei ekusupuresu) ("EL")

Da Nissei-chūō a Umeda, la mattina e la sera dei giorni lavorativi

## Stazioni
Nella tabella sottostante vengono mostrati gli schemi delle fermate dei vari servizi abbreviati con le lettere corrispondenti (vedi sezione precedente). Se nella casella non è presente alcuna lettera, significa che il treno non ferma presso questa stazione. Oltre ai treni indicati, esistono i servizi Locali, che fermano in tutte le stazioni.
| Numero | Stazione                | Giapponese   | Distanza interst. | Distanza totale | SE | SEp | E  | Ep | EL | Collegamenti                 | Posizione   | Posizione  | Posizione           |
| ------ | ----------------------- | ------------ | ----------------- | --------------- | -- | --- | -- | -- | -- | ---------------------------- | ----------- | ---------- | ------------------- |
| HK-01  | Umeda                   | 梅田         | -                 | 0,0             | ●  | ●   | ●  | ●  | ●  |                              | Kita-ku     | Osaka      | Prefettura di Osaka |
| HK-02  | Nakatsu                 | 中津         | 0,9               | 0,9             | ●  | ｜  | ｜ | ｜ | ｜ | Linea Kōbe                   | Kita-ku     | Osaka      | Prefettura di Osaka |
| HK-03  | Jūsō                    | 十三         | 1,5               | 2,4             | ●  | ●   | ●  | ●  | ●  | Linea Kōbe Linea Kyōto       | Yodogawa-ku | Osaka      | Prefettura di Osaka |
| HK-41  | Mikuni                  | 三国         | 2,0               | 4,4             | ｜ | ｜  | ｜ | ｜ | ｜ |                              | Yodogawa-ku | Osaka      | Prefettura di Osaka |
| HK-42  | Shōnai                  | 庄内         | 1,6               | 6,0             | ｜ | ｜  | ｜ | ｜ | ｜ |                              | Toyonaka    | Toyonaka   | Prefettura di Osaka |
| HK-43  | Hattori-Tenjin          | 服部天神     | 1,5               | 7,5             | ｜ | ｜  | ｜ | ｜ | ｜ |                              | Toyonaka    | Toyonaka   | Prefettura di Osaka |
| HK-44  | Sone                    | 曽根         | 1,2               | 8,7             | ●  | ｜  | ｜ | ｜ | ｜ |                              | Toyonaka    | Toyonaka   | Prefettura di Osaka |
| HK-45  | Okamachi                | 岡町         | 0,8               | 9,5             | ●  | ｜  | ｜ | ｜ | ｜ |                              | Toyonaka    | Toyonaka   | Prefettura di Osaka |
| HK-46  | Toyonaka                | 豊中         | 1,0               | 10,5            | ●  | ●   | ●  | ●  | ｜ |                              | Toyonaka    | Toyonaka   | Prefettura di Osaka |
| HK-47  | Hotarugaike             | 蛍池         | 1,4               | 11,9            | ●  | ●   | ●  | ｜ | ｜ | Monorotaia di Ōsaka          | Toyonaka    | Toyonaka   | Prefettura di Osaka |
| HK-48  | Ishibashi Handai-mae    | 石橋阪大前   | 1,6               | 13,5            | ●  | ●   | ●  | ●  | ●  | Ferrovie Hankyū: Linea Minoo | Ikeda       | Ikeda      | Prefettura di Osaka |
| HK-49  | Ikeda                   | 池田         | 2,4               | 15,9            | ●  |     | ●  | ●  | ●  |                              | Ikeda       | Ikeda      | Prefettura di Osaka |
| HK-50  | Kawanishi-Noseguchi     | 川西能勢口   | 1,3               | 17,2            | ●  |     | ●  | ●  | ●  | Ferrovie Nose: Linea Myōken  | Kawanishi   | Kawanishi  | Prefettura di Hyōgo |
| HK-51  | Hibarigaoka-Hanayashiki | 雲雀丘花屋敷 | 1,0               | 18,2            | ●  |     | ●  | ●  |    |                              | Takarazuka  | Takarazuka | Prefettura di Hyōgo |
| HK-52  | Yamamoto                | 山本         | 1,5               | 19,7            | ●  |     | ●  | ●  |    |                              | Takarazuka  | Takarazuka | Prefettura di Hyōgo |
| HK-53  | Nakayama-Kannon         | 中山観音     | 1,8               | 21,5            | ●  |     | ●  | ●  |    |                              | Takarazuka  | Takarazuka | Prefettura di Hyōgo |
| HK-54  | Mefu-Jinja              | 売布神社     | 0,9               | 22,4            | ●  |     | ●  | ●  |    |                              | Takarazuka  | Takarazuka | Prefettura di Hyōgo |
| HK-55  | Kiyoshikōjin            | 清荒神       | 0,9               | 23,3            | ●  |     | ●  | ●  |    |                              | Takarazuka  | Takarazuka | Prefettura di Hyōgo |
| HK-56  | Takarazuka              | 宝塚         | 1,2               | 24,5            | ●  |     | ●  | ●  |    | Ferrovie Hankyū: Linea Imazu | Takarazuka  | Takarazuka | Prefettura di Hyōgo |

## Materiale rotabile
- Hankyū serie 3000
- Hankyū serie 5100
- Hankyū serie 6000
- Hankyū serie 7000
- Hankyū serie 8000
- Hankyū serie 9000